# Derolus gyllenhalii
Derolus gyllenhalii är en skalbaggsart som först beskrevs av Olof Immanuel von Fåhraeus 1872.  Derolus gyllenhalii ingår i släktet Derolus och familjen långhorningar.
Artens utbredningsområde är:
- Botswana.
- Kenya.
- Malawi.
- Moçambique.
- Zimbabwe.

Inga underarter finns listade i Catalogue of Life.